# Plantago major
Plantago major is een plant uit de weegbreefamilie (Plantaginaceae).

## Ondersoorten
- Grote weegbree (Plantago major subsp. major)
- Getande weegbree (Plantago major subsp. intermedia)